# Saar (Rajna)
Saar je manja pritoka Alpske Rajne u švicarskom kantonu St. Gallen. Izvire u Mittelsässu, općina Bad Ragaz, na 2.087 m nadmorske visine. Tekući uglavnom prema sjeveru, prolazi pored vodopada Saarfall, spuštajući se od 560 m do 500 m, dosežući ravnicu doline Rajne. Odavde je jako kanaliziran, teče kroz teritorije općina Vilters-Wangs, Mels i Sargans prije nego što se ulije u Rajnu nizvodno od Wartaua na 477 m.
Njegove imenovane pritoke su Kleine Saar (lijevo), Vadanabach (lijevo), Saschielbach (desno), Silbergiessen (desno), Chrummgiessen (desno) i Kaltgiessen (desno).
Saar je prvi put kanaliziran od 1855. do 1862.. Njegovo ušće u Rajnu pomaknuto je 700 metara nizvodno, do ušća Trübbacha. Njegov donji tok je proširen u periodu od 1899. do 1908. godine. Ušće mu je ponovno pomaknuto nizvodno za 2,5 km nakon poplave 1954.